# Husův sbor (Brno-Veveří)
Husův sbor v Botanické ulici v Brně je funkcionalistická budova stojící v centru Brna.
Budova Husova sboru je jednou z prvních moderních církevních staveb v Československu. Byla postavena podle návrhu architekta Jana Víška v roce 1929, který o dva roky dříve zvítězil ve veřejné soutěži před projektem Bohuslava Fuchse. Základem budovy je železobetonová konstrukce doplněná vyzdívkou. Dispozice využívá terénu ve svahu podélným umístěním vzhledem k ulici. Vstup do modlitebny je z vyvýšené terasy. Druhým vchodem z ulice se vstupuje do společenského sálu. Asymetrická kubusová kompozice je doplněna štíhlou věží, která v původním návrhu nebyla zahrnuta.
Od roku 1936 zde byla v pronajatých prostorách umístěna některá studia brněnské pobočky Radiojournalu, která byla propojena s jejím sídlem na nedalekém Stadionu. Poté, co brněnský rozhlas získal v roce 1949 budovu bývalé banky v centru města, do níž se přestěhoval, byla studia v Husově sboru zrušena.